# Evgueni Sidikhine
Evgueni Vladimirovitch Sidikhine (russe : Евге́ний Влади́мирович Сиди́хин), né le 2 octobre 1964 à Léningrad, aujourd'hui Saint-Pétersbourg, est un acteur soviétique puis russe.
Son physique viril a fait jouer à Evgueni Sidikhine de nombreux rôles de films de guerre et de films policiers. Il est marié avec l'actrice Tatiana Borkovskaïa dont il a trois filles : Pauline (1988), Aglaé (1998) et Anfisa (2007). Evgueni Sidikhine compte parmi les acteurs les plus populaires de Russie d'aujourd'hui. C'est un passionné de voile.

## Biographie
Evgueni Sidikhine naît en 1964 à Léningrad et pratique la lutte libre depuis son enfance. Il est cinq fois champion de Léningrad. Après avoir terminé son école secondaire (l'école no 202 du quartier de Frounzé), il entre à la faculté d'acteur de l'Institut de théâtre de Léningrad, mais il est appelé au service militaire en 1983. Au cours des premiers mois, il sert à le district militaire du Turkestan à Tedjen au 232e régiment de chars d'entraînement. Il prend ensuite part aux combats de la guerre d'Afghanistan, notamment avec le bataillon de chars du 101e régiment de fusiliers motorisés à Hérat. Il retourne à l'Institut après sa démobilisation en 1985.
Il est embauché dans la troupe du théâtre Tovstonogov en 1989, tout en tournant pour le cinéma. Il dirige l'émission Dvoïe sur la chaîne NTV et à partir du 15 février 2012, il dirige l'émission documentaire les Fameux nuls.
Il reçoit l'Aigle d'or en 2004 pour le rôle masculin du film télévisé Le Chauffeur de taxi. Il s'est fait connaître en Occident en 2001 avec le film italien Bella di Mosca (ou Beauté russe), mais surtout avec le film allemand Une femme à Berlin en 2008, où il joue le rôle de l'officier Andreï Rybkine.

## Filmographie
- 1991 : La Comtesse : Nikita Chouvalov, écrivain débutant
- 1991 : Pour la dernière ligne : Victor Dremov, ancien boxeur
- 1992 : Multitude / Moscou Parade (Russie, France, Allemagne) : Gocha, porteur à la gare
- 1992 : Le Juge d'application des peines : Youri Kirsanov
- 1993 : Le Vapeur Anna Karénine : le commandant de la légion
- 1993 : Les enfants des dieux de la fonte : Ignat Morozov
- 1993 : Opération Lucifer : l'enquêteur
- 1993 : Dernier samedi : Oleg
- 1994 : Transit russe : Alexandre Boyarov
- 1994 : Sans adresse de retour
- 1995 : La Folie de Gisèle : Boris Kaploun
- 1995 : Le Sang du loup : Rodion Dobrykh
- 1997 : La Maison pour riches
- 1998 : Rétro à trois : Kostia
- 1998 : Maman, ne pleure pas : Zoubek
- 1999 : Dans le miroir de Vénus : Peter
- 1999 : Caractère masculin : Sergueï
- 1999 : La Barraque : le premier-lieutenant Bolotine
- 2000 : Petite étoile, ma chérie
- 2000 : L'Été, ou 27 baisers perdus : Alexandre, astronome
- 2000-2007 : Pétersbourg des bandits (série télévisée) : le major, lieutenant-colonel, colonel Nikita Nikitich Koudassov
- 2001 : Beauté russe / La Bella di Mosca (Russie, Italie)
- 2001 : Le Douzième Automne : Maxime
- 2001 : Une cigale pour le foyer : John
- 2001 : Salomé : Fiodor Yakilov
- 2002 : L'Arc (Ковчег) : le skipper
- 2002 : Упасть вверх
- 2002 : Antikiller : le bandit « Barkas »
- 2002 : Talon d'Achille : Maxime
- 2003 : Comment n'en serait-il pas ainsi : Kolia
- 2003 : La Vie privée des personnes officielles : l'enquêteur Anatoli
- 2003 : Entre la vie et la mort (Biélorussie) : Jan Chibko
- 2003 : Or blanc : Lomov
- 2003 : Spetsnaz (série télévisée) : le major Bezroukov
- 2003 : Le Chauffeur de taxi (série télévisée) : Ilia Orlov
- 2004 : Les Jeux des filles adultes (Ukraine) : Vitaly Manokhine
- 2004 : Femmes dans un jeu sans règlement : Pavel Vesnine
- 2004 : Le MUR c'est le MUR ! (série télévisée) : le major Alexandre Ivanovitch Smirnov
- 2005 : Maman, ne pleure pas 2 : Zoubek
- 2005 : Conte à propos du bonheur : Victor Deriabine, le père d'Olga
- 2005 : Le MUR c'est le MUR ! 2 (série télévisée) : le lieutenant-colonel Alexandre Ivanovitch Smirnov
- 2005 : Le MUR c'est le MUR ! 3 (série télévisée) : le lieutenant-colonel à la retraite Alexandre Ivanovitch Smirnov
- 2005 : Nuée : le chef du service de sécurité
- 2005 : La Garde secrète (série télévisée) : le major
- 2006 : Crime et Temps : Rodion
- 2006 : La Clinique : Roubtsov
- 2006 : Le Viking : le capitaine de troisième rang Chvedov (« le Viking »)
- 2006 : Déjeuner familial : Alexeï Viktorov
- 2007 : Léningrad : Korneïev
- 2007 : Les Baisers des anges déchus : Roman
- 2007 : Cela ne se peut (Ukraine) : Nazar
- 2008 : Une femme à Berlin (allemand : Anonyma – Eine Frau in Berlin) : le major Andreï Rybkine
- 2008 : Le Démon : l'homme d'affaires Nikita Beskoudnikov (surnom « Bes »)
- 2008 : Comment trouver son idéal : le député Boris Borissovitch
- 2008 : Baiser de glace / Iced kiss (Russie, Lituanie, Norvège)
- 2008 : Conséquences à long terme (Отдаленные последствия) : Sergueï Mikhaïlovitch
- 2008 : Après la vie : Arthème
- 2008 : Le Vent du nord (série télévisée) (Ukraine) : Vassili Klintsov, chasseur-à-pied
- 2008 : Les Âmes mortes : le général Evgueni Andreïevitch Chalamov
- 2009-2012 : Liteyny, 4 (série télévisée) : le général Evgueni Andreïevitch Chalamov
- 2009 : Varvara : le père de Varvara
- 2009 : L'Île habitée : le beau-père
- 2009 : Le Droit de grâce (Russie, Ukraine) : Vikenti Valerianovitch Tchoukhontsev, Victor von Braun
- 2009 : Garde secrète. Jeux mortels : Tybine, « le Vieux »
- 2009 : La Croix russe : le père Alexandre (Piotr Ermakov)
- 2010 : Une question d'honneur : le général Evgueni Andreïevitch Chalamov
- 2010 : Dernière rencontre : Stépan Guéorguiévitch Barychev, le général du KGB
- 2012 : Accéder à ses rêves
- 2012 : Les piranhas
- 2012 : Demidov : Demidov
- 2012 : Lioudmilla (série télévisée) : le général Vassili Nikititch Pokrovski
- 2012 : La Stanitsa (série télévisée) : Fiodor Gorobiets
- 2013 : Piotr Lechtchenko (Пётр Лещенко. Всё, что было…) de Vladimir Kott : colonel
- 2016 : Hôtel Eleon (série télévisée) : père de Sofia Tolstaïa
- 2016 : Dans les forêts de Sibérie : Alexeï
- 2017 : L'Œuvre sans auteur de Florian Henckel von Donnersmarck : le major du NKVD Murawjow